# Hugo Picchi Neto
Hugo Picchi (Jundiaí, 19 de setembro de 1975) é um ator, diretor de voz original, dublador, locutor e manipulador de bonecos brasileiro. Segundo filho de Ugo Picchi Júnior (filho de Hugo Picchi) e Ildete de Almeida Picchi.

## Biografia
Sua carreira se iniciou ainda na Educação infantil, aos 4 de idade, quando a professora o escolheu como protagonista de uma peça infantil em comemoração ao dia das mães.
Quando ainda era aluno da oitava série esteve por um ano no curso livre do Teatro Escola Macunaíma, em seguida concluiu curso profissionalizante no Teatro Escola Célia Helena (1991-1993).
Seu primeiro trabalho profissional foi em um espetáculo teatral promocional dos Biscoitos Passatempo, com o qual esteve envolvido por seis meses, realizando apresentações diárias em escolas de São Paulo, manipulando e atuando com bonecos.
Em seguida atuou na peça O bichinho da maçã, de Ziraldo e Ou Isso, Ou Aquilo, de Cecília Meireles.
Em 1993 atuou em Piramo e Tisbe, de Wladimir Capella, e A Viagem de Pedro Afortunado, de August Strindberg e em 1994 já estava atuando no clássico À Margem da Vida, de Tennesse Williams.
Em 1998 participou de oficinas de TV com Herval Rossano e Walter Avancini.
Entre 1997 e 2001 cursou Comunicação Social (Rádio e TV) na Fundação Armando Álvares Penteado - FAAP.
Em 1997 esteve em cartaz com As Águas Vão Rolar, de Nelson Baskerville e Sherazade, de José Rubens Siqueira.

### Trabalhos na TV Cultura
Sabendo que a TV Cultura estava procurando manipuladores de bonecos, enviou seu trabalho no Show do Passatempo para análise, sendo contratado seis meses depois.
Inicialmente manipulou o cavalo "Alípio" e o "Astolfo" e o papagaio marinheiro "Kiko", para o Turma do Cocoricó (1996) e, em seguida, o "Coisinho" (que voltou em 2005, para trabalhar com o professor Pasquale, no programa Sua Língua), e o tatu "Rá" para a Ilha Rá-Tim-Bum (2001-2002).
Ainda em 2005, na mesma TV Cultura, protagonizou o seriado infantil Qual é, Bicho?, ao lado do ator Renato Consorte.
Em nova fase do Cocoricó na Cidade, interpretou também o cão "Esfarrapado".
Em 2014, deu vida e voz do monstrinho Dedé Haroldo, da série Que Monstro te Mordeu?.
Um ano depois, em 2015, Hugo assume a voz e os movimentos do Come Come na versão brasileira da consagrada série Vila Sésamo e também dublando alguns quadros e musicais vindo do exterior para o programa.
Um fato curioso foi a interpretação brasileira para o personagem no filme publicitário para a Siri, no iPhone 6S, da Apple Inc., causando grande repercussão.

### Trabalho na TV Brasil
No ano de 2014, Picchi dá vida e voz ao personagem Bitelo, o filhote de pirarucu, em Igarapé Mágico, na TV Brasil.

### Alguns trabalhos e curso na Inglaterra
Em 1998, interpretou o personagem "Rei Chuá", no infantil Vila Esperança, na Rede Record.
Entre os anos de 1998 e 2001, atuou ao lado de Jackeline Petkovic, no programa Bom Dia & Cia, do SBT, com os personagens "Nana Banana", "Tunico", "Pia", "Piu" e "Livro Mágico".
Na RedeTV!, dividiu cena no programa Galera da TV! com Andréia Faria, a conhecida paquita Andréa Sorvetão, com o personagem extra-terrestre "Twiz" e também participando no especial de natal da série, entre 1999 e 2000.
Em 2004 cursou Interpretação para Teatro Musical na  Mountview Academy of Theatre Arts em Londres e foi o único estrangeiro a participar de um workshop exclusivo, promovido pela conceituada Ragdoll Productions, produtora dos Teletubbies, sendo selecionado entre mais de 200 candidatos.

### Trabalhos no Teatro e na TV
Em 2005 esteve em cartaz, no SESC Vila Mariana, com a peça Guarda-roupa de histórias, a qual esteve também em cartaz no Festival de Teatro de Catanduva Realizou também neste ano um curta-metragem, no qual manipula o boneco "Furico", chamado "Cozinhando com a Palmitinha" em que Graziella Moretto caracteriza-se como "Palmitinha", na sátira à culinarista Palmirinha.
Em 2006 interpretou o avô carismático, na peça Era uma vez Um rio sendo considerado uma surpresa.
Ainda em 2006, participou de Certa Entidade Em Busca de Outra, peça apresentada na 13ª Edição do Porto Alegre em cena primeira adaptação de um espetáculo adulto do grupo Bonecos Urbanos. Participou da novela Cristal do SBT.
Em 2007 estreou no gênero Musical, com a peça Lado B- Mudaram as Estações, montagem da Companhia de Teatro Rock, cuja trilha sonora era quase que exclusivamente composta pelo pop-rock nacional dos anos 1980. Em 2008 esteve em cartaz com outro espetáculo da Companhia de Teatro Rock, chamado Na Cama Com Tarantino, de Marcos Ferraz. Teve participações na novela Revelação, do SBT.
Em 2009, sua estreia no cinema deu-se com o filme Cocoricó: aventuras na cidade onde mantém as vozes de "Alípio" e "Astolfo". Nos palcos, esteve em cartaz até novembro, também com seus personagens do Cocoricó, com a peça Cocoricó, Uma aventura no teatro.
Em 2010 e 2011, deu voz e movimentos para o boneco Porco, do seriado infantil sobre educação econômica O Porco e o Magro, transmitido pelo Canal Futura, criado pela Bolsa de Valores de São Paulo (B3).
Em 2011, atuou e cantou no espetáculo infantil Quem Te Medo do Escuro, com direção de Evandro Rigonatti e texto de Márcio Araújo e Fernanda Morais; protagonizou a montagem com bonecos de Pedro e o Lobo, direção de Márcio Araújo, sob regência do maestro Daniel Cornejo e execução da Orquestra Filarmônica Infantojuvenil de São Paulo; além de retornar aos palcos com Na Cama Com Tarantino, em temporada comemorativa pelos dez anos da Companhia de Teatro Rock.
Em 2013, fez breve participação na novela Chiquititas, do SBT.
Entre os anos de 2014 e 2015, o ator ficou em cartaz em três temporadas com o espetáculo Chá das Cinco, de Regiana Antonini, com direção do comediante Eduardo Martini.
Já entre os anos de 2015 e 2016, Hugo atuou em Ao Pé do Ouvido, na primeira montagem teatral feita no Brasil sob a técnica Verbatim, montagem do Núcleo Experimental de Teatro, dirigida por José Henrique de Paula.
Picchi protagonizou inúmeros filmes publicitários e spot de rádio, em 2015, para campanhas da rede de lojas Ponto Frio, manipulando e dando voz o boneco Pinguim.
Desde 2009, Hugo Picchi também atua como locutor de publicidade, para rádios e TVs, com campanhas de produtos e marcas com Apple Inc. (iPhone 3GS - a Voz do Apple no Brasil), Lupo, Asics, Nivea Man, Nivea Blade, Caloi, Chamex, Eletrolux, Pernambucanas, Smirnoff Flavours, G1, Mc Donalds, etc..

## Voz original - Diretor e ator
Ainda entre os anos de 2010 e 2011, Hugo começou a criar vozes para personagens como um ator de voz original.
Em 2011, Hugo emprestou sua voz para o protagonista Angel e para o personagem Villanova no game internacional da Gameloft, para a Apple Inc. intitulado Gang Star Rio: City of Sants.
O trabalho de criação de vozes para animação continuou nas três temporadas  de 26 episódios cada do Sitio do Picapau Amarelo, da Rede Globo com os personagens Rabicó, Dr. Caramujo, Súdito Camarão, Oficial Verde, Bagre Azul, Polvo, Carroceiro e Namorado de Cuca.
Em 2014, Hugo dividiu com Melissa a direção de voz original da primeira temporada de Irmão do Jorel, primeira série latino-americana produzida pela Cartoon Network , além de ser ator de voz original para os personagens Nico, Roberto Perdigoto, Steve Magal, Gesonel, Tosh, Jorginho, Dudu e Coco Mágico.
No ano de 2015, na terceira temporada da série, Picchi teve sua estreia como Diretor de Voz original numa série de animação, dividindo a função com Melissa Garcia. A dupla estreou a parceria na direção de voz original meses antes do mesmo ano, com o curta-metragem de animação A Ciência do Bem e do Mal, baseado no conto Adão e Eva, de Machado de Assis, com realização da TV Escola.

Foi também no mesmo ano que Hugo foi ator de voz original para a série SOS Fada Manu, canal Gloob, com os personagens Duque, Sofrimento, Pombelo, seis dos Sete Anões e Dragão.
Em 2016 Hugo deu voz ao Vinícius, mascote das Olimpíadas Rio 2016, na série animada Vinícius e Tom, além do mascote carioca Ginga, também dirigindo a voz original da série e segue atuando e dirigindo em voz original para diversas séries a serem lançadas em canais como Cartoon Network, Gloob e Nickelodeon.
Em 2018 estreou a série animada de "Zuzubalândia" no canal pago Boomerang, na qual ele dubla os personagens Brigadeiro, Suspiro e Rei Apetite.

## Premiações
- Cocoricó, Uma Aventura no Teatro - Coca-Cola Femsa - Categoria Especial pelo conjunto de atores manipuladores - 2009.
- Lado B - Mudaram as Estações - Prêmio Qualidade Brasil - Categoria Especial de Musical Revelação - 2007.
- Era Uma Vez Um Rio - APCA (Associação Paulista de Críticos de Arte) - Melhor Espetáculo Infantil do Ano. Coca-Cola Femsa - Melhor Direção, Espetáculo e Cenário - 2006.
- Ilha Rá Tim Bum - I PRÊMIO CRIANÇA DO BRASIL -  Melhor Programa Cultural para Crianças da TV Brasileira - 2002.
- Programa Cocoricó - Festival de Cine Infantil de Ciudad Guyana Venezuela - Melhor Programa de Televisão e Melhor Trilha Sonora- 2004.I Festival de Televisão Infantil Latino Americano Prix Jenuesse  - Melhor ficção até 6 Anos - 2003. UNESCO - IV Festival de Cine Para Niños y Jovens - Melhor Programa (Cocoricó Especial de Natal) - 1997.
- APCA (Associação Paulista de Críticos de Arte) - Melhor Programa Infantil do Ano - 1996.
- Programa Dia Internacional da criança na TV -UNICEF & TV Cultura - EMMY Award - Melhor Programação Infantil do Ano - 2000, 1998, 1998.
- Programa Vila Esperança - APCA (Associação Paulista de Críticos de Arte) - Melhor Programa Infantil do Ano - 1998.
- Sherazade - Prêmio APCA, Coca-Cola de Teatro Jovem, Prêmio Shell, Mambembe - 1996.